# Enchbatyn Badar-Uugan
Enchbatyn Badar-Uugan (mongolisch Энхбатын Бадар-Ууган; * 3. Juni 1985 in Ulaanbaatar) ist ein mongolischer Boxer. Badar-Uugan war Bronzemedaillengewinner der Asienspiele 2006, Silbermedaillengewinner der Weltmeisterschaften 2007, Asienmeister 2007 und Olympiasieger 2008.

## Karriere
Badar-Uugans erste internationale Meisterschaften waren die Weltmeisterschaften 2005, bei denen er im Fliegengewicht (bis 51 kg) startend jedoch bereits im ersten Kampf gegen Bato-Munko Vankeev, Belarus (29:27), ausschied. 2006 startete er bei den Asienspielen und erreichte im Bantamgewicht (bis 54 kg) das Halbfinale, welches er gegen Han Soon-chul, Südkorea (29:19), verlor. Im selben Jahr gewann er auch die Studentenweltmeisterschaften in Almaty.
Bei den Weltmeisterschaften 2007 schlug Badar-Uugan u. a. Vittorio Parrinello, Italien (19:14), und Joseph Murray, England (20:11), bevor er im Finale auf den Russen Sergei Wodopjanow traf, dem er mit 16:14 Punkten unterlag. Bei den Asienmeisterschaften im Jahr darauf wurde Badar-Uugan dann auch ungehindert Asienmeister.
Der Höhepunkt der Karriere Badar-Uugans waren die Olympischen Spiele 2008 in Peking. Nach Siegen über Óscar Valdez, Mexiko 15:4), John Joe Nevin, Irland (9:2), Khumiso Ikgopoleng, Botswana (15:2), und Veaceslav Gojan, Moldawien (15:2), erreichte er das Finale. In diesem stand ihm der kubanische Vertreter Yankiel León gegenüber, den er ebenfalls klar dominierte und mit 16:5 Punkten schlug.
Nach diesem größten Erfolg seiner Karriere startete Badar-Uugan bei keiner internationalen Meisterschaft mehr. Außer einem dritten Platz im Federgewicht (bis 57 kg) beim Presidents Cup 2010 in Astana waren auch keine Turnierteilnahmen mehr zu vermelden. 2012 begab sich Badar-Uugan nochmals in ein Trainingslager, um an einem Olympiaqualifikationsturnier teilnehmen zu können, die Teilnahme wurde aber durch eine Rückenverletzung verhindert.